# Strada statale 198 di Seui e Lanusei
La strada statale 198 di Seui e Lanusei (SS 198) è una strada statale italiana che collega il sud del Sarcidano alla costa orientale dell'isola, passando per il cuore della Barbagia.

## Percorso
Inizia nel comune di Serri (in provincia del Sud Sardegna), dalla strada statale 128 Centrale Sarda, e si snoda verso est su un percorso spesso curvilineo e a tratti disagevole. Tocca i territori comunali di Nurri, Villanova Tulo, Esterzili e Sadali, non attraversando i centri principali, toccando paesaggi molto suggestivi e prosegue quindi toccando Seui e, entrando nella provincia di Nuoro, Ussassai e Gairo.
Prima di entrare a Lanusei, incrocia la strada statale 389 di Buddusò e del Correboi; superata la stessa Lanusei prosegue in direzione della costa toccando il centro di Ilbono. Giunge infine in pochi chilometri a Tortolì, dove prima incrocia il nuovo tracciato della strada statale 125 Orientale Sarda, per innestarsi infine sul vecchio tracciato all'interno del centro abitato.
È particolarmente apprezzata dai mototuristi, in virtù delle innumerevoli curve e dei paesaggi spettacolari che attraversa.